# Tram (Film)
Tram, tschechischer Titel Tramvaj, ist ein animierter Kurzfilm von Michaela Pavlátová aus dem Jahr 2012, der in französisch-tschechischer Co-Produktion entstand.

## Handlung
Eine Straßenbahnfahrerin beginnt ihren Dienst. Sie befördert zahlreiche Männer, die wie jeden Morgen ihre Zeitung lesen, sie nicht beachten und ihre Fahrkarten maschinell abstempeln. Die Frau verrichtet ihren Dienst, fährt die Bahn mithilfe zweier Hebel, die sie monoton vor und zurück führt, und gerät hin und wieder ins Träumen. Dies führt zur ersten Vollbremsung, da sie mit ihrer Straßenbahn fast in den laufenden Verkehr gefahren wäre. Bei der weiteren Fahrt, die rhythmisch unter anderem durch einen Tunnel führt, fühlt sich die Frau zunehmen erregt. Die Hebel, mit denen sie hantiert, nehmen phallusartige Formen an und auch die Fahrgäste werden in der Fantasie der Frau zu immer größeren phallusartigen Wesen in Pink. Die Straßenbahnfahrerin knöpft sich ihr Oberteil auf und ihr pinker BH wird sichtbar. Sie muss jedoch bald eine erneute Vollbremsung tätigen, hätte sie doch fast eine Katze überfahren. Die leckt sich auf den Schienen ihre Genitalien, bevor sie geht. Im weiteren Fahrtverlauf gibt sich die Straßenbahnfahrerin ihren erotischen Fantasien hin, sieht sich in einem Meer von Phallus-Wesen und fantasiert von Fahrkartenentwertungen in Form vom Penetration.
Als die Frau wieder zu sich kommt, starren die Fahrgäste sie ungläubig an. Beschämt öffnet die Frau die Straßenbahntüren und die Männer eilen hinaus. Nur einer bleibt stehen, wendet sich jedoch auch zum Gehen, als die Frau vor lauter Scham nicht aufblicken kann. Die Frau stellt ihre Straßenbahn im Depot ab und geht langsam davon. Der Mann hat auf sie gewartet und die Frau zögert. Kurz darauf sieht man die lila erleuchtete Straßenbahn und in ihr den Schatten der beiden Personen. Die Straßenbahn bewegt sich rhythmisch von ihrem Depotplatz weg.

## Produktion
Bereits 2006 hatte Michaela Pavlátová mit Karneval zvířat einen Animationsfilm mit erotischen Elementen geschaffen. Tram entstand als Teil des französischen Filmprojektes Sexperiences, das sich erotischen Fantasien von Frauen widmet. Die Idee für den Film kam Pavlátová „durch die Musik und den Rhythmus“. Tram wurde in Grautönen animiert, während sexuelle oder sexualisierte Elemente sowie die erotischen Fantasien der „liebestolle[n] Straßenbahnfahrerin“ in Pinktönen erscheinen.
Tram lief unter anderem auf den Internationalen Filmfestspielen von Cannes 2012 im Programm.

## Auszeichnungen
Auf dem Festival d’Animation Annecy wurde Tram 2012 mit dem Cristal d’Annecy ausgezeichnet.
Tram wurde 2013 in die Shortlist für einen Oscar in der Kategorie „Bester animierter Kurzfilm“ aufgenommen.